# Spilarctia arctichroa
Spilarctia arctichroa là một loài bướm đêm thuộc phân họ Arctiinae, họ Erebidae.